# Ángel Bargas
Ángel Hugo Bargas (Buenos Aires, 1946. október 29. –) válogatott argentin labdarúgó, hátvéd, edző.

## Pályafutása

### Klubcsapatban
1965-ben a Racing Club, 1966 és 1972 között a Chacarita Juniors labdarúgója volt. A Chacarita csapatával egy bajnoki címet nyert. 1973-ban Franciaországba szerződött. 1973 és 1979 között az FC Nantes, 1979 és 1981 között az FC Metz, 1981 és 1984 között a Louhans-Cuiseaux, 1984–85-ben az FC Le Puy, 1988-ban az AS Angoulême játékosa volt. A Nantes együttesével két francia bajnoki címet szerzett.

### A válogatottban
1971 és 1974 között 30 alkalommal szerepelt az argentin válogatottban és egy gólt szerzett. Részt vett az 1974-es NSZK-beli világbajnokságon.

### Edzőként
A francia USF Le Puy csapatánál kezdte edzői pályafutását, majd a belga RFC Seraing együttesénél dolgozott. Argentínában a Chacarita Juniors, a Newell’s Old Boys és az Atlético de Rafaela vezetőedzője volt.

## Sikerei, díjai
Chacarita Juniors
- Argentin bajnokság
  - bajnok: 1969

 FC Nantes
- Francia bajnokság
  - bajnok (2): 1972–73, 1976–77
- Francia kupa
  - győztes: 1979